# Por qué existe algo

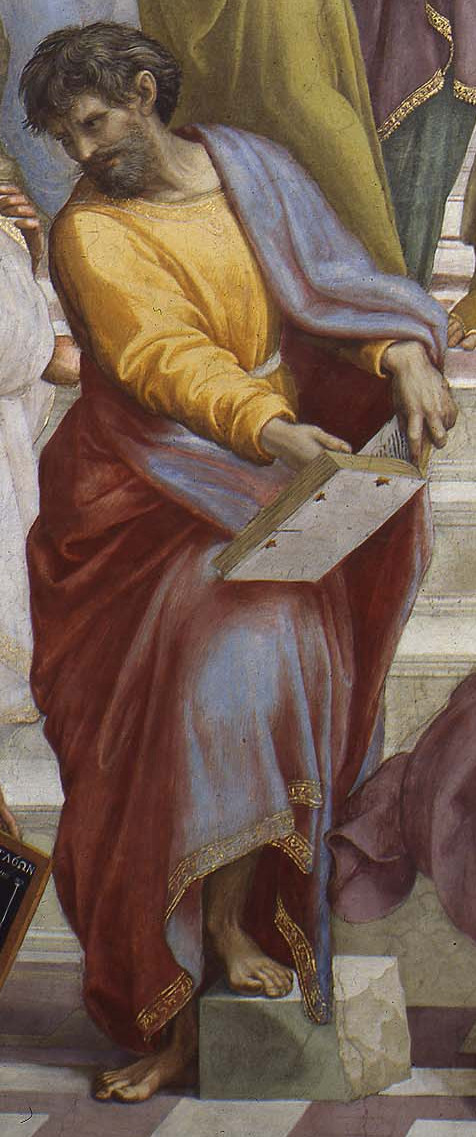
Los filósofos han escrito sobre esta cuestión al menos desde el antiguo Parménides (c. 515 BC)

La pregunta "¿por qué hay algo?" o "¿por qué hay algo en lugar de nada?" es una pregunta metafísica que ha sido planteada o comentada por filósofos como Gottfried Wilhelm Leibniz, Ludwig Wittgenstein y Martin Heidegger. Este último la denominó "la cuestión fundamental de la metafísica".
La pregunta está planteada de forma global, en lugar de referirse a la existencia de algo específico como el universo o el multiverso, el Big Bang, las leyes matemáticas, las leyes físicas, el tiempo, la conciencia o Dios; haciendo referencia a la realidad última de la que emergen y/o se componen. Puede considerarse una cuestión metafísica abierta. Ludwig Wittgenstein intentaba dejar claro este punto escribiendo: "No es lo místico cómo es el mundo, sino que el mundo es".
Robert Nozick ve la pregunta "¿Por qué hay algo en lugar de nada?" estrechamente relacionada con la pregunta "¿Es posible que todo se explique?"Según el explicacionismo, lo que justifica una explicación, entendida como inferencia ampliativa o nueva creencia fundada en la evidencia, viene dado por un movimiento doxástico que amplía la coherencia explicativa del conjunto de las creencias que, como evidencias, uno tiene.

## Explicaciones
Robert Nozick esbozó las siguientes respuestas posibles a la pregunta en sus Explicaciones filosóficas:
1. Autosubsunción explicativa: "una ley que se aplica a sí misma, y por lo tanto explica su propia verdad" (Ludwig Wittgenstein se oponía abiertamente a esta concepción, porque era la fuente de las paradojas russellianas de autorreferencia lógica[14][15][16][17][18]).
2. La fuerza de la nada: "la fuerza de la nada actúa sobre sí misma, absorbe la nada en la nada y produce algo".
3. El principio de la indiferencia: establece que "la nada es una posibilidad entre las posibilidades de haber algo. Entonces "la probabilidad de que haya algo es n/(n +1) si n es finito y 1 si n es infinito."
4. El supuesto de fecundidad: "cada posibilidad, incluida la posibilidad de que no haya nada, existe en su propio reino independiente que no interactúa" (véase: realismo modal).

El punto dentro del círculo fue utilizado por los pitagóricos y los griegos posteriores para representar el primer ser metafísico, la Mónada o el Absoluto.

### Principio de razón suficiente
Gottfried Wilhelm Leibniz escribió:
¿Por qué hay algo y no nada? La razón suficiente [...] se encuentra en una sustancia que [...] es un ser necesario que lleva en sí mismo la razón de su existencia.
Leibniz atribuyó a Dios como el ser necesario, la razón suficiente de todo lo que existe (ver: Argumento cosmológico).

### Causalidad
El filósofo griego antiguo Aristóteles argumentó que todo ser tiene que tener una causa o αiτια (donde αiτια se traduciría mejor como "explicación" o "cuestión") (Ver: Las cuatro causas de Aristóteles).
Sexto Empírico, al respecto, argumentó en Adversus mathematicos: «El que afirma que no hay ninguna causa (αiτια), o no tiene ninguna causa (αiτια) para afirmarlo, o tiene alguna. En el primer caso, su afirmación no es más verdadera que la contraria; en el otro, su misma afirmación demuestra la existencia de la causa».
René Descartes, por su parte, escribió en las objeciones a las Meditaciones metafísicas que hay un sentido en el que "todo tiene una causa". Pero hay que entender que dicho sentido no necesariamente sería lo que nosotros comúnmente entendemos hoy por "causa", a saber, causa eficiente; sino más bien estaría diciendo que todo tiene una explicación (aunque no la conozcamos hoy o incluso aunque no la pudiéramos llegar a conocer nunca debido a nuestras limitaciones); de manera que no estaría enunciando una versión del principio de causalidad, sino una versión del principio de razón suficiente.
Arthur Schopenhauer, en su obra Sobre la cuádruple raíz del principio de razón suficiente, comenta: «Bueno será repetir de nuevo que se ha tratado de probar generalmente el principio de razón suficiente sin determinar con exactitud en qué acepción se le tomaba».
David Hume criticó la noción de causalidad en general, argumentando que tal noción la obtenemos (o al menos en el caso de la causa eficiente) en base a la asociación empírica entre eventos, derivada principalmente de la costumbre y el hábito.
Sin embargo, cabe señalar que el propio Hume también comentó en una carta a John Stewart en 1754: «Pero permítame decirle que nunca he afirmado una proposición tan absurda como que cualquier cosa podría surgir sin una causa». Bertrand Russell adoptó una posición de "hecho bruto" cuando dijo: "Debería decir que el universo simplemente está ahí, y eso es todo", explicitando su posición como la de que es intrínsecamente ilegítimo siquiera plantear la pregunta sobre la explicación de la existencia de nuestro universo:

C: Pero su punto general entonces, Lord Russell, ¿es que es ilegítimo incluso plantear la pregunta sobre la causa del mundo?
R: Sí, esa es mi posición.
C: Si es una pregunta que para usted no tiene significado, por supuesto es muy difícil discutirla, ¿no?

R: Sí, es muy difícil.
BBC, 1948.

Richard Swinburne por otro lado sostiene que Dios es el "hecho bruto supremo" de por qué todo existe.
El filósofo Brian Leftow ha argumentado que la pregunta no puede tener una explicación causal (ya que cualquier causa debe tener a su vez una causa) o una explicación contingente (ya que los factores que dan la contingencia deben preexistir), y que si hubiera una respuesta debe ser algo que existe necesariamente (es decir, algo que, por su propia naturaleza, es necesario e incausado).(no confundir con hecho bruto ni con causa sui).

El filósofo William Free sostiene que las únicas dos opciones que pueden explicar la existencia son que las cosas siempre han existido o que han surgido espontáneamente. En cualquiera de los dos casos, la existencia es un hecho para el que no existe una causa, pero es en este sentido en el que el argumento cosmológico Kalamresponde de la siguiente forma:

1. Todo lo que comienza a existir tiene una causa.
2. El universo comenzó a existir.
Por tanto:
3. El universo tiene una causa.

### Ajuste fino del universo
El filósofo de la física Dean Rickles ha argumentado que los números y las matemáticas (o sus leyes subyacentes) pueden necesariamente existir. El físico Max Tegmark escribió sobre la hipótesis del universo matemático, la cual afirma que todas las estructuras matemáticas existen físicamente, y que el universo físico es una de estas estructuras. Según esta hipótesis, el universo parece estar ajustado para la vida inteligente debido al principio antrópico, ya que la mayoría de los universos están desprovistos de vida y que por lo tanto un cierto número de parámetros deben tener un valor muy preciso para poder explicar tal o cual fenómeno observado.

### Axiarquismo
Según esta corriente creada por John A. Leslie, existe algo en lugar de nada porque es valioso que exista, lo cual es la afirmación de que es necesario que haya algo como necesidad ética o axiológica.

## Críticas
El filósofo Stephen Law ha dicho que la pregunta puede no necesitar ser respondida, ya que, desde dentro de un entorno espacio-temporal, se está tratando de responder a una pregunta que está fuera de un entorno espacio-temporal. Compara la pregunta con la de "¿qué hay al norte del Polo Norte?". El célebre filósofo Sidney Morgenbesser respondió a la pregunta con un adagio: "¡Si no hubiera nada, seguirías quejándote!", o "¡Aunque no hubiera nada, no estarías satisfecho!".

### Dios no es suficiente
El filósofo Roy Sorensen escribe en la Enciclopedia de Filosofía de Stanford que para muchos filósofos la pregunta es intrínsecamente imposible de responder, como la cuadratura del círculo, y ni siquiera Dios la responde suficientemente:
"Para explicar por qué existe algo, normalmente apelamos a la existencia de otra cosa... Por ejemplo, si respondemos 'Hay algo porque el Diseñador Universal quiso que hubiera algo', entonces nuestra explicación da por sentada la existencia del Diseñador Universal. Alguien que plantee la pregunta de forma global no concederá la existencia del Diseñador Universal como punto de partida. Si la explicación no puede comenzar con alguna entidad, entonces es difícil ver cómo es factible cualquier explicación. Algunos filósofos concluyen que "¿Por qué hay algo en lugar de nada?" no tiene respuesta. Piensan que la pregunta nos deja perplejos al imponer una demanda explicativa imposible, a saber, "Deducir la existencia de algo sin utilizar ninguna premisa existencial". Los lógicos no deberían sentirse más avergonzados por su incapacidad para realizar esta deducción que los geómetras por ser incapaces de cuadrar el círculo".

### La física no es suficiente
Físicos como Stephen Hawking y Lawrence Krauss han ofrecido explicaciones que se basan en la mecánica cuántica, diciendo que en un estado de vacío cuántico las partículas virtuales y las burbujas de espacio-tiempo llegarán a existir de forma espontánea, lo que está demostrado matemáticamente por físicos de Wuhan. Al premio Nobel Frank Wilczek se le atribuye el aforismo de que "la nada es inestable" (téngase no obstante en cuenta que el significado del concepto "nada" puede variar notablemente entre la jerga de los físicos y la de los filósofos, donde los filósofos entenderían el concepto más bien como la negación de "algo"). Sin embargo, esta respuesta no ha satisfecho al físico Sean Carroll, quien sostiene que el aforismo de Wilczek meramente explica la existencia de la materia, pero no la de los estados cuánticos, el espacio-tiempo o el universo como un todo. David Albert acusó a Krauss que los campos cuánticos no puede explicar por qué existen campos cuánticos relativistas en primer lugar. Albert critica a Krauss preguntando "¿De dónde, para empezar, se supone que provienen las leyes de la mecánica cuántica?" Según Albert, la cienca "no tienen nada que decir sobre el tema de dónde vinieron esos campos [...] o sobre por qué debería haber consistido en campos en absoluto". Comentando el debate suscitado por el libro "Un Universo de la nada" de Krauss, el físico Sean Carroll se preguntaba:

¿Los avances de la física y la cosmología modernas nos ayudan a abordar estas cuestiones subyacentes, de por qué hay algo llamado universo, y por qué hay cosas llamadas "leyes de la física", y por qué esas leyes parecen adoptar la forma de la mecánica cuántica, y por qué una función de onda y un Hamiltoniano concretos? En una palabra: no. No veo cómo podrían. [...]

Puede que escuches, por ejemplo, afirmaciones en el sentido de que nuestras leyes de la física podrían resultar ser las únicas leyes concebibles, o las leyes más simples posibles. Pero eso parece manifiestamente falso. Solo dentro del marco de la mecánica cuántica, hay un número infinito de posibles espacios de Hilbert y un número infinito de posibles hamiltonianos, cada uno de los cuales define un conjunto perfectamente legítimo de leyes físicas. Y solo uno de ellos puede ser correcto, por lo que es absurdo afirmar que nuestras leyes podrían ser las únicas posibles.

Las invocaciones de la "simplicidad" tampoco sirven de nada en este caso. El universo podría ser un único punto, que no evoluciona en el tiempo, o podría ser un único oscilador, que oscilara de un lado a otro a perpetuidad. Eso sería muy simple.»

### Argumento de que "nada" es imposible
El filósofo presocrático Parménides fue uno de los primeros pensadores occidentales en cuestionar la posibilidad de la nada. Muchos otros pensadores, como Bede Rundle, han cuestionado que la nada sea una posibilidad ontológica. Es posible que la nada sea un concepto humano que sólo es un constructo e inapropiado para la descripción de un posible estado, o ausencia de estado. Se puede argumentar que toda la nada que abarca es una imposibilidad ya que existe una existencia, y el cese de la existencia no puede borrar eso. Esto es en cierto modo comparable al argumento "Pienso, luego existo".
El filósofo contemporáneo David Lewis ha abordado esta cuestión con la teoría que él denominó realismo modal. Esta propone que todos los mundos posibles efectivamente existen en igualdad de condiciones; esto es, al mismo nivel ontológico, sin que ninguno tenga prioridad sobre otro, como mundos radicalmente separados y causalmente aislados entre sí. Así, rechazaría la contingencia de cualquier mundo posible o realidad, sosteniendo que todo aquello que puede existir, efectivamente existe. Esto resolvería la cuestión de por qué existe este mundo posible en lugar de cualquier otro, a costa de reducir drásticamente la parsimonia de la teoría en cuestión.
El filósofo contemporáneo Roy Sorenson ha descartado la línea de razonamiento que cuestiona la posibilidad de la nada. La curiosidad, argumenta, es posible "incluso cuando se sabe que la proposición es una verdad necesaria". Por ejemplo, una "prueba de reductio ad absurdum de que 1 - 1/3 + 1/5 - 1/7 + ... converge a π/4" demuestra que, para esta serie matemática, no converger a π/4 es imposible. Sin embargo, no proporciona ninguna idea de por qué es imposible no converger a π/4. Del mismo modo, incluso si "nada" es imposible, preguntarse por qué es así es una pregunta legítima.

### Enfoque Meta-Lógico
El periodista Thomas Emilio Villa afirma que, incluso en el caso de que fuera posible una respuesta intralógica para explicar por qué hay algo en lugar de nada, aún estaríamos en un escenario donde todavía existe algo: la lógica. La lógica sería algo que involucrara y controlara tanto los casos de "existencia" como los de "no existencia" y esto, por lo tanto, llevaría a otra pregunta filosófica aún más radical: "Por qué existe la lógica? ¿Por qué hay lógica en lugar de no-lógica?". Villa argumenta que una respuesta en este caso necesariamente cubriría los escenarios de "la lógica existe" y "la lógica no existe" y, dado que una respuesta completa debería cubrir todas las preguntas planteadas, la respuesta debería encontrarse en un "reino" metafísico aún desconocido llamado "meta-lógica", situado más allá de la lógica conocida.
Sin embargo, un tratamiento más sofisticado de este asunto sugiere que el problema es más profundo: no podemos simplemente concebir a la lógica como constituyendo un reino más entre los muchos posibles (ver mundos posibles) ni sustancializarla, pues la lógica misma, tomada en un sentido ontológico (como el del presente artículo), no es sino una descripción del ser en general (derivada de principios teóricos fundamentales como el de no contradicción y el de identidad); descripción que se aplica necesariamente a todo ente sin excepción (a diferencia de las leyes de la física, que, en función del mundo físico que describan, son contingentes); de ahí que conceptos meta-lógicos (aunque, al menos desde nuestra posición epistemológica, sería más apropiado decir directamente ilógicos) como "círculo cuadrado" carezcan de significado. Dicho de otra forma: la lógica es, en el sentido dicho, la condición de posibilidad ontológica de cualquier entidad y, sin embargo, esta no resuelve por sí sola la cuestión presente sobre por qué existen unas entidades (o, si se prefiere, mundos posibles) en lugar de otras (o ninguna en absoluto).